# Alberto de Lovaina
San Alberto de Lovaina (Lovaina, c. 1166 - Reims, 24 de noviembre de 1192) fue príncipe-obispo de Lieja desde el 22 de septiembre de 1191 hasta su muerte. Fue canonizado en 1613.

## Biografía
Hijo de Godofredo III de Lovaina, duque de la Baja Lotaringia, y hermano de Enrique I, duque de Brabante y de Lothier, fue elegido obispo de Lieja en 1191 por el pueblo y la Iglesia. El emperador Enrique VI rechazó esa elección y nombró a su propio candidato, lo que obligó a Alberto a viajar a Roma para apelar al Papa Celestino III, quien confirmó la elección. El papa le ordenó diácono y envió al arzobispo de Reims que le ordenó sacerdote, consagrándole como obispo, aunque nunca pudo ocupar su sede, abandonado por su propio hermano ante la amenaza imperial. En las proximidades de Reims Alberto fue abordado por ocho sicarios de Enrique VI, por los que fue apuñalado.
Su fiesta se celebra el 21 de noviembre. Su cuerpo permaneció en Reims hasta 1612, cuando Alberto de Austria trasladó sus reliquias a Bruselas. Sus reliquias reposan en la Catedral de Lieja desde 1822.